# Negative Spaces
Negative Spaces är det sjätte albumet i Poppys diskografi. Negative Spaces släpptes genom Sumerian Records den 15 november 2024. I Negative Spaces går Poppy tillbaka till heavy metal och blandar subgenrer som popmetal, industrial och metalcore. Albumet är producerat av före detta Bring Me the Horizons keyboardspelare och kompositör Jordan Fish.

## Låtlista
Alla låtar är skrivna och komponerade av Poppy, Jordan Fish. 
| 1.           | Have You Had Enough?     | 3:38  |
| 2.           | The Cost of Giving Up    | 3:17  |
| 3.           | They're All Around Us    | 3:25  |
| 4.           | Yesterday                | 0:48  |
| 5.           | Crystallized             | 3:06  |
| 6.           | Vital                    | 3:20  |
| 7.           | Push Go                  | 3:33  |
| 8.           | Nothing                  | 3:04  |
| 9.           | The Center's Falling Out | 2:25  |
| 10.          | Hey There                | 1:29  |
| 11.          | Negative Spaces          | 2:55  |
| 12.          | Surviving on Defiance    | 3:28  |
| 13.          | New Way Out              | 3:23  |
| 14.          | Tomorrow                 | 0:52  |
| 15.          | Halo                     | 3:41  |
| Total längd: | Total längd:             | 42:24 |

Notera dock att alla låttitlar skrivs med gemener.